# Bajanzùrh
Bajanzùrh (in mongolo Баянзүрх) è uno dei nove dùùrėg (distretti) in cui è divisa Ulan Bator capitale della Mongolia. A sua volta è suddiviso in 24 horoo (sottodistretti). 
Il più grande fra i distretti della capitale si estende a sud est della città. Fu istituito nel 1965 e nel 2006 contava una popolazione di 184.690 abitanti con 44.138 nuclei familiari. In questo distretto si contano un totale di 23 scuole statali e 19 scuole secondarie.